# Møbelringen Cup 2006
Møbelringen Cup 2006 var den sjette udgave af kvindehåndboldturneringen Møbelringen Cup og blev afholdt fra 24. – 26. november 2006 i Hamar, Gjøvik og Lillehammer i Norge. De forsvarende mester var Danmark, men de deltog ikke, og turneringen blev vundet af Norge, der vandt alle sine kampe. Rusland vandt sine to første kampe, men tabte den sidste kamp, nemlig til Norge med 26-29.
Efter Norge have vundet turneringen, måtte deres daværende træner Marit Breivik afvise påstandene om, at Norge var favoritter til at vinde EM senere på året. Ikke desto mindre skrev den norske avis Aftenposten, at Rusland ikke længere var hovedfarvoritten til at vinde EM.

## Resultater
| Dato  | Hold 1   | Hold 2   | Resultat |
| ----- | -------- | -------- | -------- |
| 24.11 | Tyskland | Rusland  | 23-28    |
| 24.11 | Norge    | Frankrig | 31-18    |
| 25.11 | Frankrig | Rusland  | 22-28    |
| 25.11 | Norge    | Tyskland | 34-28    |
| 26.11 | Frankrig | Tyskland | 17-24    |
| 26.11 | Norge    | Rusland  | 29-26    |

| Hold     | Kampe | Mål   | Point |
| -------- | ----- | ----- | ----- |
| Norge    | 3     | 94-72 | 6     |
| Rusland  | 3     | 82-74 | 4     |
| Frankrig | 3     | 64-76 | 2     |
| Tyskland | 3     | 68-86 | 0     |